# Yitzhak Wittenberg
Yitzhak Wittenberg, en hébreu : יצחק ויטנברג, né en 1907 à Vilnius (Empire russe) et mort le 16 juillet 1943 à Vilnius (Reichskommissariat Ostland), est un résistant juif en Lituanie occupée par le Troisième Reich au cours de la Seconde Guerre mondiale. Membre du parti communiste, Wittenberg est l'un des dirigeants du FPO (Fareynikte Partizaner Organizatsye, Organisation unifiée des partisans), un groupe de résistants juifs du ghetto de Vilnius qui préparait une insurrection au cas où le ghetto serait liquidé. 

## Arrestation et mort
Lorsque Bruno Kittel, officier SS en poste à Vilnius, découvre la présence de communistes, il ordonna à Jacob Gens, chef du Judenrat, que Wittenberg lui soit livré. Dans la nuit du 15 juillet 1943, Gens convoque les dirigeants du FPO et dénonce Wittenberg à la police lituanienne lorsqu'elle interrompt la réunion. Ce dernier, libéré par des combattants du FPO, déclenche la mobilisation générale et la distribution d'armes aux résistants du ghetto avant de se cacher. 
Sous la menace de la liquidation du ghetto, une chasse à l'homme commence alors pour trouver Wittenberg et Gens insiste pour que le FPO livre son dirigeant. L'organisation fait face à un choix difficile : d'un côté, la situation peut sembler propice à l'insurrection mais de l'autre, une grande partie des habitants du ghetto souhaitent que Wittenberg se rende, certains allant jusqu'à s'en prendre aux militants. Après concertation avec ses camarades et jugeant ses soutiens insuffisants, Wittenberg décide finalement de se rendre pour éviter le massacre,. 
Il est rapporté que Wittenberg est trouvé mort dans sa cellule le lendemain matin, après avoir avalé du poison ; selon d'autres témoignages, son corps est retrouvé mutilé. Certains supposent que c'est Gens qui fournit le poison à Wittenberg,.

## Postérité
L'affaire Wittenberg est discutée lors du procès d'Adolf Eichmann.   
Shmerke Kaczerginski, poète et membre du FPO, a composé une chanson en l'honneur de Wittenberg.   
Il existe une rue Wittenberg à Tel Aviv-Jaffa en Israël.  